# Петар Стойчев
Петар Стойчев (24 жовтня 1976) — болгарський плавець.
Учасник Олімпійських Ігор 2000, 2004, 2008, 2012 років.
Чемпіон світу з водних видів спорту 2011 року, призер 2000, 2003, 2005, 2006, 2010 років.
Чемпіон Європи з водних видів спорту 2012 року, призер 2004, 2011 років.